# Centro (Bayeux)
7° 07′ 25″ S, 34° 55′ 29″ O

O Centro da cidade de Bayeux, estado da Paraíba, localiza-se na parte norte do município. Segundo o IBGE, no ano de 2010 residiam no bairro 12.907 pessoas, sendo 6.007 homens e 6.900 mulheres.
O acesso ao bairro é feito pela BR-230 ou Avenida Liberdade, que o liga diretamente ao Centro de João Pessoa.